# Железнодорожный транспорт Башкортостана
Железнодорожный транспорт в республике Башкортостан начал своё развитие в 1888 году с открытием Самаро-Уфимской железной дороги. Через Башкортостан проходят железные дороги Куйбышевского и Южно-Уральского филиалов Российских железных дорог.

## История
Первым действующим участком железной дороги, введённым в эксплуатацию в 1888 году на территории Башкортостана, стал Самаро-Уфимский участок от станции Кинель до станции Уфа протяжённостью 486 км. К моменту открытия участка были построены 23 станции, 5 депо, Уфимские железнодорожные мастерские, 23 водокачки, около 700 открытых и закрытых товарных платформ, мост через реку Белая, вокзал в Уфе.
В 1890 году Самаро-Уфимская железная дорога была продолжена до Златоуста (длина 321 км), получив название Самаро-Златоустовская. Дорога была однопутной и обеспечивала пропуск 9 пар поездов в сутки.

## Железнодорожные перевозки
| Год  | Отправлено грузов, млн. т | Грузооборот, млрд. т/км | Отправлено пассажиров, млн. чел. | Пассажирооборот, млрд. пасс./км |
| ---- | ------------------------- | ----------------------- | -------------------------------- | ------------------------------- |
| 1950 | 12,4                      | 99,9                    | 5,4                              | 0,859                           |
| 1960 | 35,1                      | 21,9                    | 14,1                             | 2,3                             |
| 1970 | 44,8                      | 39,0                    | 21,1                             | 3,1                             |
| 1980 | 53,7                      | 58,7                    | 32,2                             | 3,2                             |
| 1990 | 51,9                      | 55,7                    | 36,5                             | 3,6                             |
| 2000 | 23,1                      | 33,0                    | 8,9                              | 2,4                             |
| 2010 | 28,4                      | 42,0                    | 5,9                              | 1,7                             |